# Nekonvencionalna nafta
Nekonvencionalna nafta je  nafta proizvedena ili izlučena pomoću tehnika različitih od uobičajenih (izvor nafte) metoda. Naftne kompanije i vlade širom svijeta investiraju u nekonvencionalne naftne izvore zbog povećanja nestašice konvencionalnih  naftnih rezervi. Iako je iscrpljenost takvih rezervi evidentna, nekonvencionalna proizvodnja nafte je manje efikasan proces i ima veći utjecaj na prirodu od konvencionalne proizvodnje nafte.